# Jack Aitken
Jack Anthony Han-Aitken (Londres, 23 de setembro de 1995), mais conhecido como Jack Aitken,  é um automobilista anglo-sul-coreano que em 2022 atuou como piloto reserva da equipe Williams de Fórmula 1.
Aitken começou sua carreira no cartismo em Buckmore Park, aos 7 anos de idade. Ele fez a transição para carros quando competiu no Intersteps Championship pela equipe Fortec Motorsport. Posteriormente ele passou a competir na Fórmula Renault BARC Winter Series, Fórmula Renault NEC e Eurocopa de Fórmula Renault 2.0.

## Carreira

### Fórmula 2
Em 2018, Aitken passa a competir no Campeonato de Fórmula 2 da FIA e continua pilotando para a equipe ART Grand Prix. Sempre com o apoio da Renault, ele encontra George Russell como companheiro de equipe. Ele conquistou seu primeiro pódio na Fórmula 2 no circuito de Baku, com um segundo lugar e sua primeira vitória duas semanas depois em Barcelona. O resto de sua temporada foi mais complicado e ele às vezes precisava se esforçar para marcar pontos. Enquanto Russell foi coroado campeão, Aitken terminou apenas em 11º no campeonato.
Para a disputa da temporada de 2019, ele se mudou para a Campos Racing. Aitken permaneceu com a equipe para a disputa do campeonato de 2020. Porém, o piloto perdeu a rodada final no Circuito Internacional do Barém para disputar o Grande Prêmio de Sakhir de Fórmula 1 e foi substituído por Ralph Boschung. Aitken terminou em 14º na classificação, marcando todos os 48 pontos da Campos.
Aitken deixou a Campos Racing e a Fórmula 2 depois de 2020, mas retornar em 2021 com o HWA Racelab como substituto de Matteo Nannini, que desistiu do campeonato após a primeira rodada para se concentrar apenas na Fórmula 3. Ele foi inicialmente contratado para as segunda e terceira rodadas em Mônaco e Bacu, respectivamente, e posteriormente foi contratado para a quarta rodada em Silverstone. Após Aitken sofrer uma lesão nas 24 Horas de Spa, Jake Hughes o substituiu na quinta rodada realizada em Monza.

### Fórmula 1
Em fevereiro de 2016, Aitken foi um dos quatro pilotos confirmados para participar da Renault Sport Academy, o programa de jovens pilotos da equipe de Fórmula 1 Renault. Em setembro de 2017, o piloto testou um carro de Fórmula 1 pela primeira vez, pilotando o Lotus E20 em Jerez. Em fevereiro de 2018, Aitken foi nomeado piloto reserva pela Renault para a temporada de 2018 da Fórmula 1. Ele deixou este programa no final do ano de 2018. Porém, Aitken permaneceu como piloto reserva da Renault para a temporada de 2019.

#### Williams (2020–2022)
Para a temporada de 2020, Aitken se tornou piloto reserva da equipe Williams. Em 2 de dezembro de 2020, foi confirmado que com a ida de George Russell para a Mercedes (depois que o heptacampeão, Lewis Hamilton testou positivo para COVID-19), Aitken substituiria Russell na Williams e, com isso, ele fez a sua estreia na Fórmula 1 no Grande Prêmio de Sakhir.
Em março de 2021, a Williams anunciou que Aitken continuaria a ser seu piloto reserva para a temporada de 2021.
Aitken manteve sua função de piloto reserva na Williams para a temporada de 2022. Ele não participou de nenhum treino livre naquele ano e, no início de 2023, foi anunciado que se separaria da Williams, para se concentrar em sua carreira esportiva.

## Resultados na Fórmula 1
Legenda: Corridas em negrito indicam pole position; corridas em itálico indicam volta mais rápida.
| Ano  | Equipe          | Chassis       | Motor                                  | 1   | 2      | 3   | 4   | 5  | 6   | 7   | 8   | 9   | 10  | 11  | 12  | 13  | 14  | 15  | 16     | 17  | Class. | Pontos |
| ---- | --------------- | ------------- | -------------------------------------- | --- | ------ | --- | --- | -- | --- | --- | --- | --- | --- | --- | --- | --- | --- | --- | ------ | --- | ------ | ------ |
| 2020 | Williams Racing | Williams FW43 | Mercedes-AMG M11 EQ Performance 1.6 V6 | AUT | EST AT | HUN | GBR | 70 | ESP | BEL | ITA | TOS | RUS | EIF | POR | EMI | TUR | BAR | SKR 16 | ABU | 22°    | 0      |

Notas
† – O piloto não terminou a prova, mas foi classificado pois completou 90% da corrida.